# Mihăiță Găină
Mihăiță Găină (n. 17 septembrie 1970) este un deputat român, ales în legislatura 2012-2016 și în legislatura 2016-2020 din partea Partidului Social Democrat. Mihăiță Gaină a fost senator în legislatura 2008–2012. 